# Brion (rivière)
Pour les articles homonymes, voir Brion.
Le Brion est un cours d'eau français, qui coule dans le département de l'Indre, en région Centre-Val de Loire.
C'est un affluent de la Creuse, donc un sous-affluent de la Loire, par la Vienne.

## Géographie

### Cours
Le cours d'eau à une longueur de 17,17 km.
Il prend sa source dans le département de l'Indre, à 157 m d'altitude, dans la « Forêt de la Petite Romagère », sur le territoire de la commune de Rivarennes, puis s'écoule vers l'ouest.
Son confluent avec la Creuse, se situe dans le département de l'Indre, à 83 m d'altitude, sur le territoire de la commune de Ciron,.

### Départements et communes traversés
Le Brion traverse trois communes : Ciron, Oulches et Rivarennes,.

### Bassin versant
Les bassins hydrographiques sont découpés dans le référentiel national BD Carthage en éléments de plus en plus fins, emboîtés selon quatre niveaux : régions hydrographiques, secteurs, sous-secteurs et zones hydrographiques.
Le Brion traverse les deux zones hydrographiques suivantes :
- la Creuse de la Drouille au Brion ;
- la Creuse du Brion au rau de Saint Victor.

Le bassin versant du Brion s'insère dans la zone hydrographique « La Creuse du Brion au rau de Saint Victor », au sein du bassin DCE plus large « La Loire, les cours d'eau côtiers vendéens et bretons ».

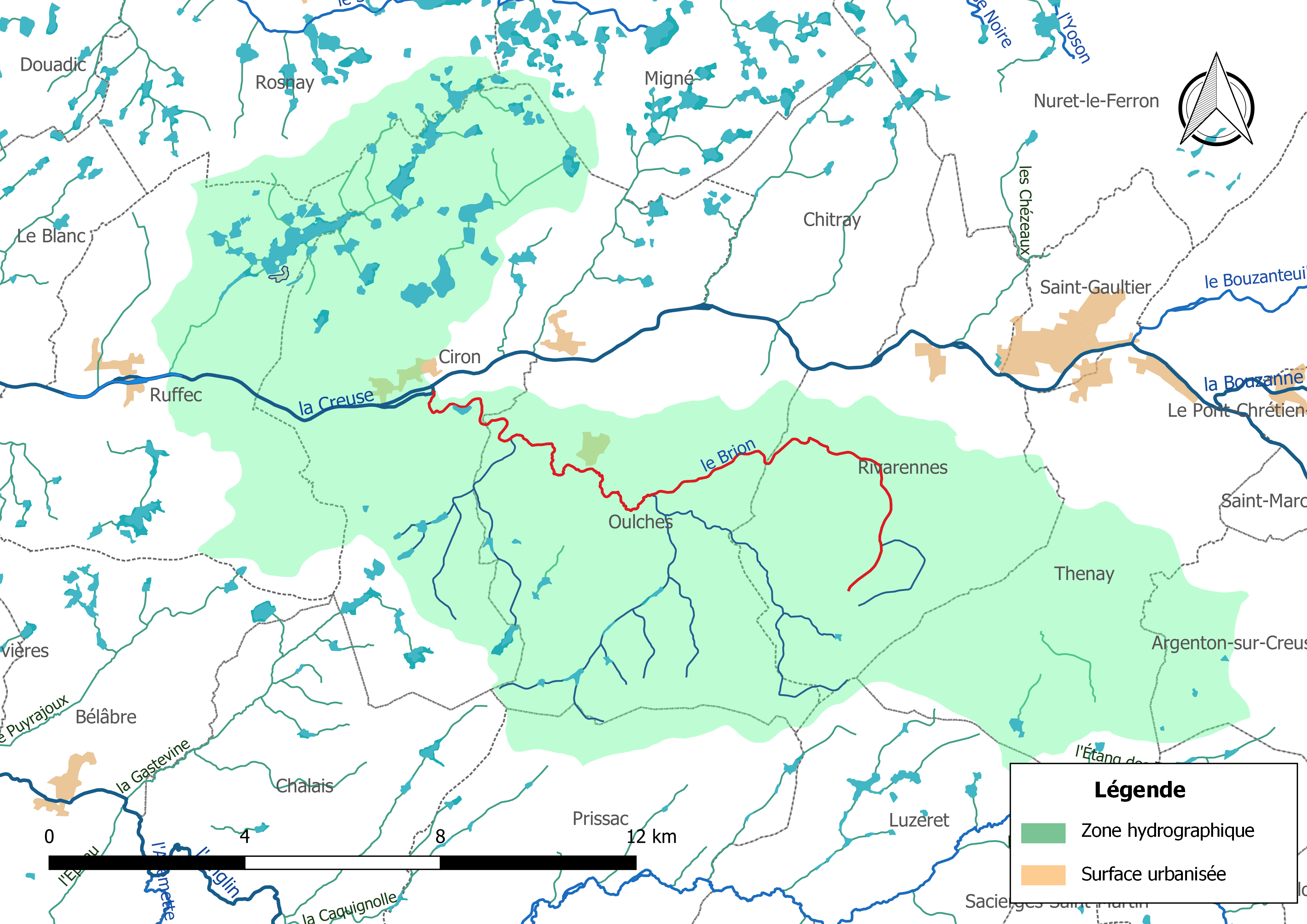
Le Brion (en rouge) et la zone hydrographique dans laquelle il s'insère.
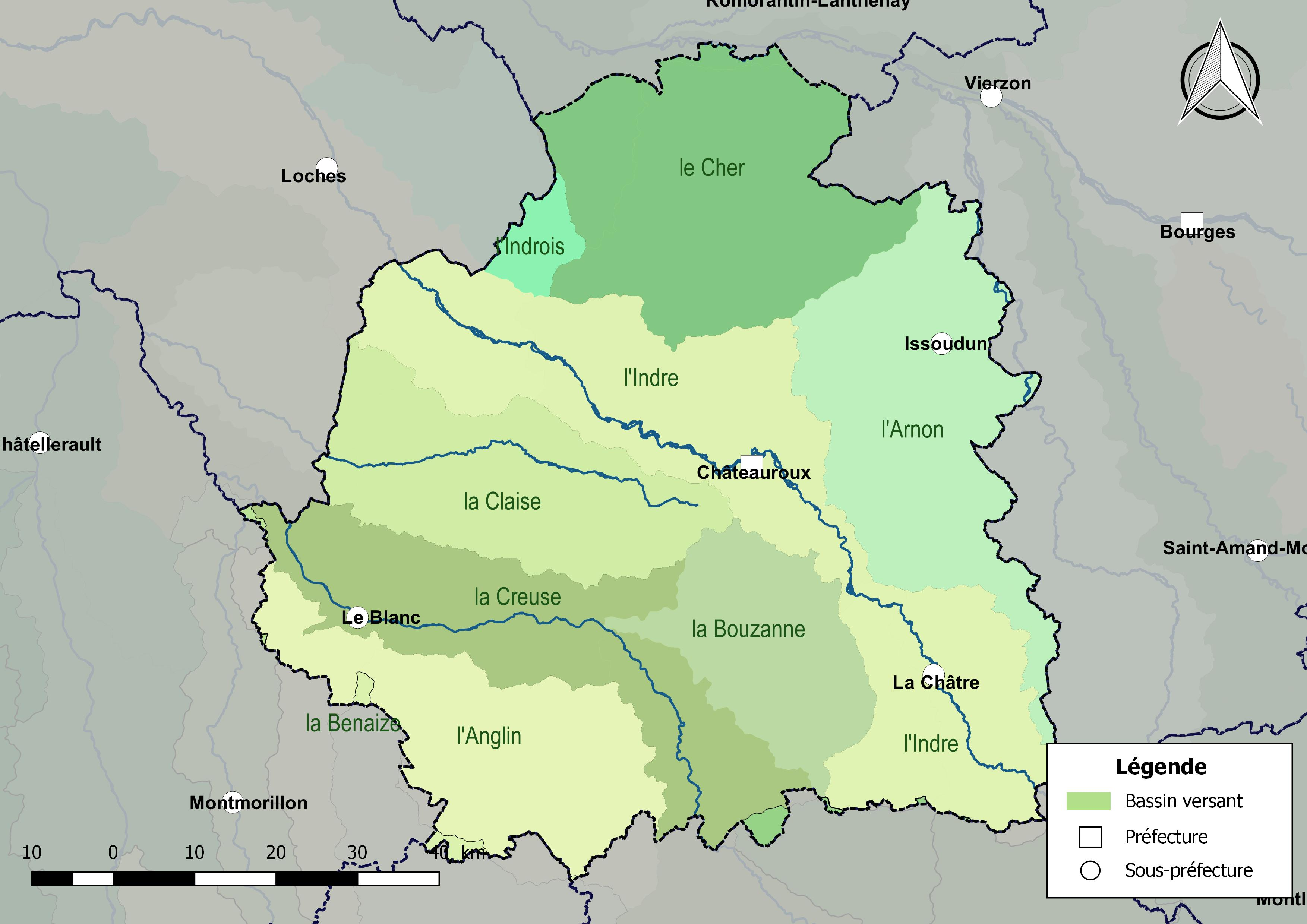
Les principaux bassins versants du département de l'Indre.

#### Échelle du bassin
En France, la gestion de l’eau, soumise à une législation nationale et à des directives européennes, se décline par bassin hydrographique, au nombre de sept en France métropolitaine, échelle cohérente écologiquement et adaptée à une gestion des ressources en eau. Le Brion est sur le territoire du bassin Loire-Bretagne et l'organisme de gestion à l'échelle du bassin est l'agence de l'eau Loire-Bretagne.

### Organisme gestionnaire
Le syndicat mixte d’aménagement de la Brenne, de la Creuse, de l’Anglin et de la Claise (SMABCAC) est l'organisme gestionnaire du cours d'eau.

## Affluents
Le Brion possède trois affluents.
| Noms                        | km |
| --------------------------- | -- |
| Ruisseau de l'Étang du Pont | 6  |
| L4724550                    | 5  |

| Noms     | km |
| -------- | -- |
| L4724100 | 3  |

### Rang de Strahler
Son rang de Strahler est de trois.

## Hydrologie

### État des masses d'eau et objectifs

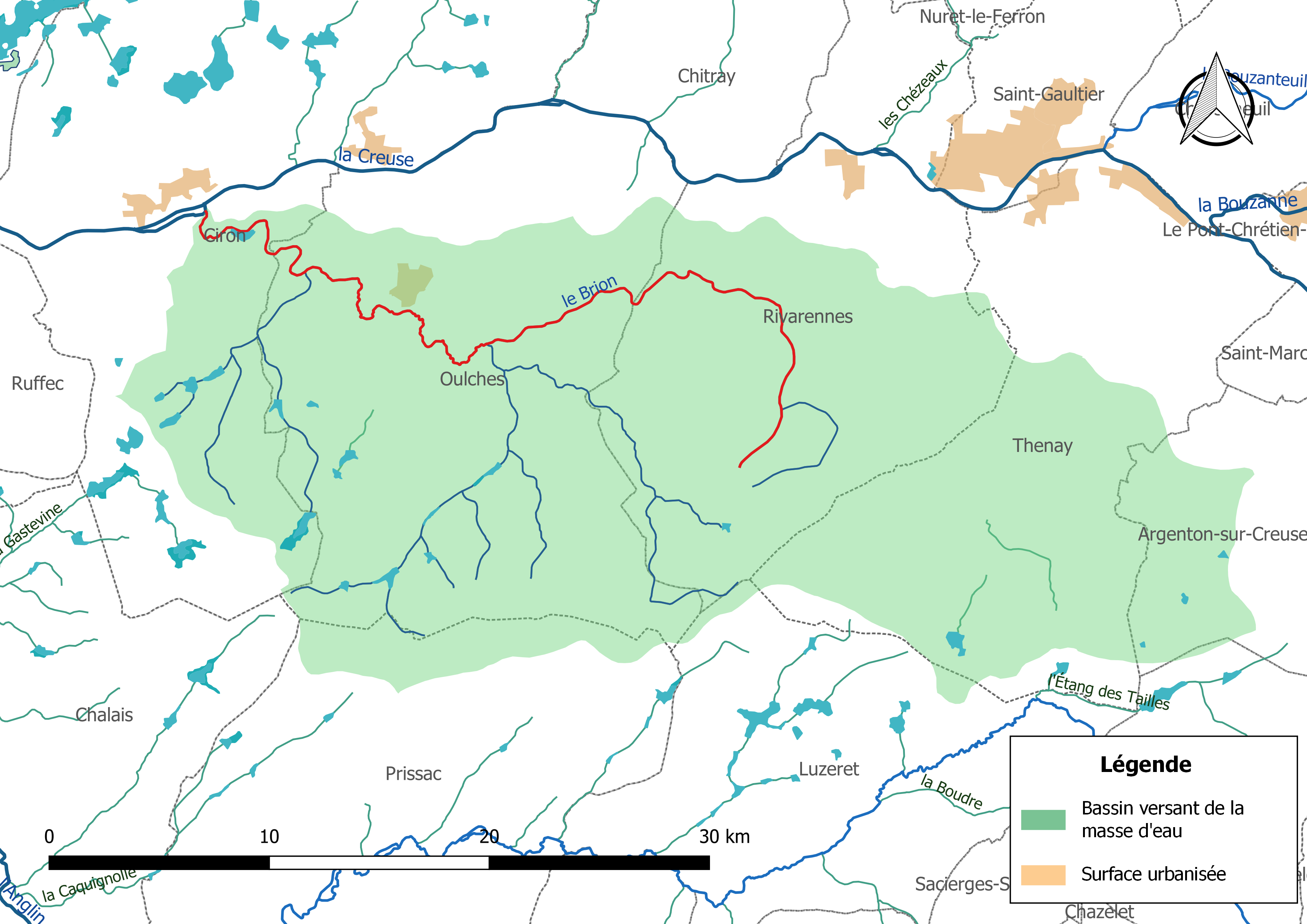
Masse d'eau « FRGR1904 », avec mise en exergue du cours d'eau « le Brion » (en rouge).

Pour les cours d’eau, la délimitation des masses d’eau est basée principalement sur la taille du cours d’eau et la notion d’hydro-écorégion. Ces masses d’eau servent ainsi d’unité d’évaluation de l’état des eaux dans le cadre de la directive européenne.
Le Brion fait partie de la masse d'eau codifiée FRGR1904 et dénommée « Le Brion et ses affluents depuis la source jusqu'à la confluence avec la Creuse ».
Le schéma directeur d'aménagement et de gestion des eaux (Sdage) Loire-Bretagne est un document de planification dans le domaine de l’eau. Il définit, pour une période de six ans les grandes orientations pour une gestion équilibrée de la ressource en eau ainsi que les objectifs de qualité et de quantité des eaux à atteindre dans le bassin Loire-Bretagne. L'état des lieux 2013 défini dans la SDAGE 2016 – 2021 et les objectifs à atteindre pour cette masse d'eau sont les suivants,, :
| Code masse d'eau    | FRGR1904                                                                        |
| Libellé masse d'eau | Le Brion et ses affluents depuis la source jusqu'à la confluence avec la Creuse |

| Écologique | Biologique | Physico-chimie générale | Polluants spécifiques |
| ---------- | ---------- | ----------------------- | --------------------- |
| Moyen      | Moyen      | Moyen                   | X                     |

| Écologique | Chimique | Global   |
| ---------- | -------- | -------- |
| Bon état   | Bon état | Bon état |

## Aménagements et écologie

### Milieu naturel
Le Brion et ses cours d'eau affluents de la source jusqu'à la confluence avec la Creuse sont classés dans la liste 1 au titre de l'article L. 214-17 du code de l'environnement sur le Bassin Loire-Bretagne. Du fait de ce classement, aucune autorisation ou concession ne peut être accordée pour la construction de nouveaux ouvrages s'ils constituent un obstacle à la continuité écologique et le renouvellement de la concession ou de l'autorisation des ouvrages existants est subordonné à des prescriptions permettant de maintenir le très bon état écologique des eaux.
Le cours d'eau est de première catégorie.